# Надашкевич, Александр Васильевич
Александр Васильевич Надашкевич (20 января (1 февраля) 1897 — 10 марта 1967) — советский конструктор авиационных вооружений. Доктор технических наук (1947). Лауреат Ленинской премии.

## Биография
Родился в г. Билгорай (Белгорай) Люблинской губернии.
Окончил 3 курса Киевского университета (1913—1916, потом добровольцем ушёл на фронт), курс авиации Жуковского в МВТУ (1917 год), Московскую военную авиационную школу высшего пилотажа (1918 год), с 1917 по 1924 годы там же на летной работе.
В 1924 году — постоянный член секции вооружения и спец. оборудования НТК Воздушного Флота РККА, начальник отдела ЦАГИ. Автор конструкции пулемёта ПВ-1 с ленточным питанием для истребителей (1926 год).
В 1930 году уволен «за развал работы» и арестован как член контрреволюционной вредительской организации в авиационной промышленности.
Амнистирован постановлением ЦИК СССР от 8 июля 1931 года (в связи с награждением Авиазавода № 39 Орденом Ленина) и одновременно ему была вручена грамота ЦИК СССР и премия в 10 тысяч рублей).
С 1932 года помощник Туполева по авиационным вооружениям. Под его руководством созданы турельные стрелковые установки, бомбардировочные установки самолётов Р-1, Р-5, ТБ-1, ТБ-3, СБ, Пе-8, Ту-2, Ту-4, Ту-16 и др.
В 1937 году — начальник 7 отдела ЦАГИ. Вторично арестован 10 сентября 1937 года как участник антисоветской вредительской организации. Осужден по ст. 58-7, 58-11 УК РСФСР и приговорен к 10 годам лишения свободы с поражением в правах на 3 года.
Отбывал наказание в ЦКБ-29. Разрабатывал системы оборонительного и бомбардировочного вооружения самолётов ПБ, Ту-2, «103». Предложил решение проблемы сброса бомб при скоростном пикировании.
Освобожден 19 июля 1941 года досрочно со снятием судимости. Реабилитирован 9 апреля 1955 года.
После войны возглавлял работы над системами оборонительного и бомбардировочного вооружения самолётов Ту-4 и первых реактивных самолётов ОКБ семейства Ту-14. Участник ядерной программы (термоядерная бомба «202», система подъёма ядерного реактора для летающей лаборатории Ту-95 ЛАЛ).
Умер 10 марта 1967 года в Москве. Похоронен на Введенском кладбище (7 уч.).

## Награды и премии
- орден Ленина
- орден Отечественной войны 1-й степени (08.08.1947)
- 4 ордена Трудового Красного Знамени
- орден Красной Звезды
- медали
- Ленинская премия 1963 года — за разработку ракетоносных систем К-10, К-11, К-16 и К-20, способных поражать точечные подвижные морские и наземные цели, а также радиолокационные станции ПВО и ПРО с больших расстояний.
- Сталинская премия
- Сталинская премия